# Opération Endgame
Pour plus de détails, voir Fiche technique et Distribution.
Opération Endgame est un film américain réalisé par Fouad Mikati et sorti le 16 juillet 2010 au cinéma aux États-Unis. En France, le film est directement sorti en DVD le 23 mars 2011.

## Synopsis
Une comédie d'action concernant deux groupes gouvernementaux d'assassins, Alpha et Oméga, travaillant depuis une installation souterraine top secrète, et utilisant des noms de code tirés du jeu de tarot.
Lorsque le héros, Le Fou, nouveau membre de l'équipe Oméga, arrive pour son premier jour de travail, il découvre ses nouveaux collègues, plus bizarres les uns que les autres. Dans l'autre équipe se trouve à sa grande surprise son ex, Tempérance, peu heureuse de le revoir. Lors du premier briefing de la journée, les équipes s'aperçoivent que leur patron, le Diable, a été assassiné dans des circonstances étranges, et qu'une opération de "nettoyage" a été engagée, prévoyant que l'endroit entier explose, tout en maintenant ses occupants à l'intérieur.
Les chefs des équipes les séparent en binôme, chaque membre de l'équipe Alpha faisant équipe avec son équivalent de chez Oméga. Mais l'équipe Alpha a reçu l'ordre d'éliminer l'équipe Oméga. Les combats meurtriers commencent sous l’œil impuissant des superviseurs du management, Neal et Carl, et de leur chef Susan.

## Fiche technique
- Titre original : Operation: Endgame
- Réalisation : Fouad Mikati
- Scénario : Brian Watanabe et Sam Levinson
- Musique : Ian Honeyman
- Producteurs : Sean McKittrick, Michael Ohoven, Kevin Turen, Richard Kelly
- Sociétés de production : Infinity Films, Darko Entertainment, Scion Films
- Distribution : Anchor Bay Entertainment
- Pays de production : États-Unis
- Langue : anglais
- Format : Couleur - 35 mm
- Genre : Comédie, Film d’action
- Durée : 87 minutes
- Date de sortie :
  - États-Unis :16 juillet 2010
  - France : 23 mars 2011 (DVD)

## Distribution
- Joe Anderson : Le Fou
- Odette Yustman : La Tempérance
- Adam Scott : Le Magicien
- Zach Galifianakis : L'Ermite
- Emilie de Ravin : Hiérophante
- Maggie Q : La Papesse
- Ving Rhames : Le Jugement
- Ellen Barkin : L'Impératrice
- Bob Odenkirk : L'Empereur
- Rob Corddry : Le Chariot
- Jeffrey Tambor : Le Diable
- Michael Hitchcock : Neal
- Tim Bagley : Carl
- Brandon T. Jackson : La Maison Dieu
- Beth Grant : Susan

## Production
- Le film a été tourné à Los Angeles.
- Le titre original du scénario était The Rogues Gallery.